# Aérodrome d'Annemasse
L’aérodrome d'Annemasse ou aérodrome Marcel-Bruchon (code OACI : LFLI) est un aérodrome civil, ouvert à la circulation aérienne publique (CAP), situé sur les communes d’Annemasse et de Vétraz-Monthoux en Haute-Savoie (région Rhône-Alpes, France).
Il est utilisé pour l’aviation d'affaires et les évacuations sanitaires (EVASAN) et pour la pratique d’activités de loisirs et de tourisme (aviation légère, hélicoptère et parachutisme).

## Histoire
L’idée d’un aérodrome au sens régional fut évoqué très tôt en raison de l’absence de structure adaptée entre Thonon-les-Bains et Annemasse malgré un environnement propice à sa construction (c’est en décembre 1911 que le journal Le mois aéronautique fait mention en premier d’une fonction de « champ d’aviation » dans les environs d’Annemasse). 
Il faut attendre les années 1930 pour qu’un Suisse naturalisé français, François Durafour, entreprenne les démarches pour la construction d’un aérodrome permanent à Annemasse, pour survoler les Alpes à bord de divers appareils Caudron (G.3, Luciole, Phalène, etc.). Il fut aidé entre autres des dénommés Montesuit, Vinit, Grange et Pacthode. 
La Seconde Guerre mondiale met en pause le projet. Mais, à la Libération, c’est le grand départ des activités aériennes. En effet, grâce à ses nombreuses relations tant à Paris que dans la commune d’Annemasse, Durafour obtient l’autorisation de construire l’aérodrome et fonde l’un des tout premiers aéro-club de France en 1946. 
L’année suivante, l’aérodrome ouvre ses portes avec un grand meeting aérien organisé le 27 juillet 1947. Il se destine surtout au tourisme aérien. 
En 1948, le terrain est homologué et l’aéro-club devient le Club Aéronautique d’Annemasse (CAA) tandis que l’aérodrome sera par la suite baptisé « du nom de Marcel Bruchon, le premier moniteur de vol du club, homme qui aurait été décisif durant la seconde phase de développement de l’aérodrome. »
Le 07 avril 1955, l'aérodrome ouvre à la circulation aérienne (CAP). 
Suite à l’arrêt des activités de M. Durafour, c’est la municipalité d’Annemasse qui favorise son développement avec la construction, en 1968, de la piste actuelle, de son taxiway et de l'aire de stationnement. 
En 1973, une société aérienne de transport à la demande s'installe sur l'aérodrome, la compagnie "Air Passaquay" du nom de son fondateur, Jean Passaquay, entrepreneur dans le bâtiment public à Bonne, commune non loin de l'aéroport.

Logotype de la compagnie Air Passaquay connu sous le nom d'Air-Pass

En 2003, un parking et un hangar pour avions d’affaires ont été construits permettant ainsi de développer les activités de l’aérodrome vers l’aviation d’affaires.
La suppression du passage frontalier (PPF) de l'aéroport d'Annemasse a été confirmée par le Journal Officiel de l'Union Européenne (JOUE) du 29 octobre 2016 parmi 12 autres.
L’aérodrome situé à une altitude de 1 620 pieds accueille une école de pilotage avions, une école de pilotage hélicoptères, une école de saut en parachute, des membres du Réseau du sport de l’air et des ULM.
Quant au CAA, il regroupe 400 membres formant près de 100 élèves par an, abritant 24 avions (surtout Robin) employant 17 salariés. Quelque 8 000 h de vol sont réalisées dans l’année.

## Installations

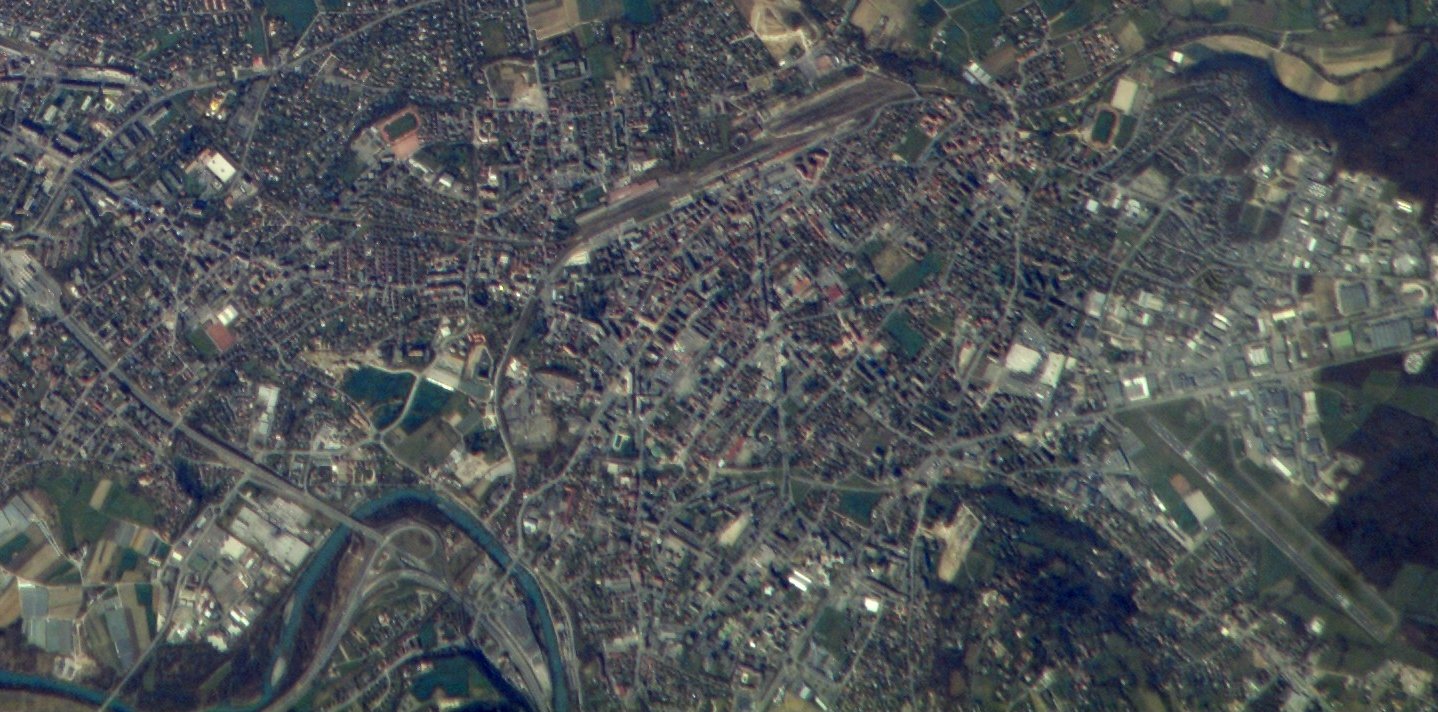
L'agglomération d'Annemasse, avec l'aérodrome en bas à droite

L’aérodrome dispose d’une piste bitumée orientée est-ouest (12/30), longue de 1 300 mètres et large de 30. Elle est dotée :
- d’un balisage diurne et nocturne (feux basse intensité) ;
- d’un indicateur de plan d’approche (PAPI) pour le sens d’atterrissage 12.

L’aérodrome n’est pas contrôlé. Les communications s’effectuent en auto-information sur la fréquence de 125,875 MHz. Il est agréé avec limitations pour le vol à vue (VFR) de nuit et le vol aux instruments (IFR).
S’y ajoutent :
- une aire de stationnement ;
- des hangars ;
- une station d’avitaillement en carburant (100LL et Jet A1) et en lubrifiant[5].

## Activités
- Club aéronautique d’Annemasse
- Mont Blanc Hélicoptères
- Para club d’Annemasse